# I Come with the Rain
I Come with the Rain (prt: Eu Venho com a Chuva; bra: Fugindo do Inferno) é um filme francês de 2009, do gênero drama criminal, dirigido pelo franco-vietnamita Tran Anh Hung e estrelado pelo ator estadunidense Josh Hartnett. O filme é ambientado em Los Angeles, Mindanau e Hong Kong e reúne atores estadunidenses e asiáticos. O filme estreou no Toho Cinemas Roppongi Hills, em Tóquio, em 27 de maio de 2009. Foi relançado em Portugal em 29 de agosto de 2013.

## Elenco principal
- Josh Hartnett como Kline[6]
- Elias Koteas como Hasford[6]
- Lee Byung-hun como Su Dongpo[6]
- Takuya Kimura como Shitao[6]
- Shawn Yue como Meng Zi[6]
- Trần Nữ Yên Khê como Lili[6]